# مسجد کبود (تبریز)
عمارت مظفریه معروف به مسجد کبود (ترکی آذربایجانی: گؤی مسجید) یا مسجد جهانشاه، از مسجدهای تاریخی تبریز مربوط به دوران حکمرانی قراقویونلوها در قرن نهم هجری است.
مادام ژان دیولافوا، مهندس راه و ساختمان و باستان‌شناس فرانسوی که همراه همسرش از سوی دولت فرانسه برای انجام کاوش‌های باستان‌شناسی به ایران سفر کرده بود، در کتاب خود از این مسجد با نام مسجد آبی تبریز (فرانسوی: La Mosquée bleue de Tauris‎) نام برده‌است.

## تاریخچه
نام اصلی این بنا به آنچه در وقف‌نامه و شناسنامه‌ی این بنا آمده، عمارت مظفریه است (عمارت المبارکه المظفریه) این مسجد طبق کتیبهٔ سردر آن، در سال ۸۴۵ خورشیدی و در زمان سلطان جهانشاه، مقتدرترین حکمران سلسلهٔ قراقویونلو و به دستور دختر او، صالحه خانم بنا شده‌است. پاسکال کوست در گذشته از این مسجد با نام مسجد سنی و مسجدی که شیعیان تمایلی به استفاده از آن ندارند، یاد شده‌است. کتیبه‌ای کاشی‌کاری سردر اصلی مسجد کبود به سال ۸۷۰ (قمری) برابر با ۱۴۶۶ میلادی و ۸۴۵ خورشیدی نصب شده‌است. این کتیبه و دیگر کتیبه‌های سردر مسجد، به خط نعمت‌الله البواب خوشنویس مشهور سدهٔ نهم است و سرکاری و نظارت بر ساخت آن با عزالدین بن ملک قاپوچی بوده‌است. بعد از فتح تبریز در اواخر سال ۸۷۵ هجری قمری برابر با ۸۵۰ خورشیدی و ۱۴۷۱ میلادی، کاشی‌کاری‌هایی بر روی دیوار بیرونی مسجد با نام خلفای راشدین انجام شد که هنوز هم وجود دارند، و این مطلب با توجه به سنی بودن اوزون حسن صحت دارد.

### زمین‌لرزه ۱۱۵۸
در زمین‌لرزه‌ی سال ۱۱۵٨ خورشیدی (۱۷۸۰ میلادی) آسیب فراوانی به مسجد وارد آمد و در اثر این زمین‌لرزه، گنبدهای مسجد فرو ریخت.

### مرمت بنا
مرمت این بنا زمانی آغاز شد که پیش از دو قرن به صورت مخروبه‌ای در گوشه‌ای از شهر باقی مانده بود. درنهایت با همیاری گروهی از هنرمندان، مقدمات بازسازی آن فراهم شد. در این مرمت، آن قسمتی که همواره هدف اصلی و اساسی مرمت است زیر کاری و سفیدکاری شد طرح‌ها و کتیبه‌ها و نقش و نگارها نیز بازآفرینی شدند و بر روی دیوار جای گرفتند. اطراف خطوط بعد از شیار زنی رنگ آمیزی شد و در انتنها با لایه پارالویید ثابت شد.
از سال ۱۳۷۶مرمت نقش و نگارها و از سال ۱۳۷۷ مرمت کتیبه‌ها آغاز شده‌است. در شبستان اصلی نیز چهارپایه کتیبه‌های هفت پایه تکمیل و دوباره نویسی شد. حالا طرح‌های گره بندی اضلاع طرح‌های لچک و ترنج چهارگوشه شبستان و کتیبه‌های فوقانی لچک و ترنج مراحل نهایی مرمت را می‌گذرانند. کاشی‌های شش گوشه لانه زنبوری به کار رفته در شبستان کوچک نیز به صورت نقاشی مرمت شده‌اند مابقی کار به صورت کادربندی انجام می‌شود.

### بازسازی بنا
خرابه‌های مسجد برای بیش از ۱۵۰ سال بدون تعمیر باقی ماند تا آنکه با سال ۱۳۱۸ تعمیرات و دوباره‌سازی مسجد به منظور حفاظت و بازسازی بخش‌های باقی‌مانده شامل طاق‌ها و پایه‌ها آغاز شد. در ۱۳۵۵ کارهای ساختمانی آن به اتمام رسید بازسازی گنبد اصلی و گنبد کوچک با طرح و استادکاری استاد محمدرضا معماران بنام انجام شد. بازسازی کاشیکاری داخلی و خارجی همچنان ادامه دارد.

### خرابکاری در بنا
. در ادامه آن‌ها کف کاشی کاری شده مسجد را مفروش نمودند. با آغاز فصل سرما با لوله‌کشی نامناسب گاز شهری بخشی از دیوارهای تاریخی مسجد تخریب شد. با تسخیر مسجد بازسازی کاشی کاری‌های آن نیز ناتمام ماند.

## معماری بنا
مسجد کبود با تنوع و ظرافت کاشی‌کاری و انواع خطوط به‌کاررفته در آن و به ویژه به دلیل رنگ لاجوردی کاشی‌کاری‌های معرق آن به «فیروزهٔ اسلام» شهرت یافته‌است. سبک معماری این بنا به شیوه آذری است. صحن بزرگ مسجد مربع شکل است که حوضی برای وضو در آن قرار داشت و شبستانهایی نیز جهت پناهگاه مستمندان، و درس خواندن در آن وجود داشته‌اند.
بنای اصلی مسجد کبود بنایی آجری است. این بنا دارای گنبد اصلی و گنبد جنوبی است که بر روی صحن بزرگ و صحن جنوبی کوچک‌تر واقع شده‌اند. بنا دارای هفت گنبد کوچکتر است که سقف شبستان‌های شرقی و غربی و ورودی مسجد را پوشانده‌اند. در ساختمان گنبدهای مسجد کبود از هیچ سازه‌ای استفاده نشده‌است همین کار بازسازی گنبدها را با مشکل مواجه نموده‌بود چه معماران معاصر از چگونگی طراحی و ساخت گنبد بدون سازه مسجد آگاهی نداشتند. مشکل بازسازی سرانجام با طرح استاد معماران بنام حل شد و بنا مجدداً بدون استفاده از سازه بازسازی گردید. بنای مسجد شامل صحن اصلی یا صحن بزرگ است که به شکل مربع و در زیر گنبد اصلی واقع شده‌است. بنای مسجد شامل یک صحن کوچک نیز است که در قسمت جنوبی مسجد و زیر گنبدی کوچکتر واقع است. در جنوبی‌ترین قسمت مسجد (در جنوب صحن کوچک) سردابه‌ای وجود دارد با دو مقبره که در هنگام بازسازی مسجد کشف شده‌اند و تصور می‌شود این دو مقبره متعلق به جهانشاه و دخترش باشند. در حیاط مسجد در شمال و شرق رواق‌هایی وجود دارد که اخیراً به بقایایی مسجد افزوده شده‌اند.
کاشی‌کاری‌های ایوان ورودی مسجد که با کاشی‌کاری‌های معرق تزئین شده‌است، کتیبه‌ای دارد به خط رقاع که به سال ۸۷۰ (قمری) نصب شده‌است. این کتیبه و دیگر کتیبه‌های سردر مسجد به سبک خط کوفی و ثلث می‌باشند و خطاطی آن‌ها توسط نعمت‌الله البواب خوشنویس سده نهم انجاد شده‌است. سرکاری و نظارت بر ساخت مسجد با عزالدین بن ملک قاپوچی بوده‌است. در دیوارهای شبستان کوچک ازجنس سنگ های خاصی که می تواند نور را از خود عبور بدهد و شفافیت بیشتری نسبت به مرمر دارد،سوره هایی از قرآن بر روی آن‌ها حک شده‌است قرار دارند.
از ستون‌های واقع در صحن اصلی مسجد راه‌پله‌هایی برای دسترسی به ایوان‌ها ناظر بر صحن اصلی وجود دارد. در پایه ستون‌های مسجد محفظه‌های کوچکی وجود دارند. گمان می‌شود از این محفظه‌ها برای جاکفشی نمازگزاران استفاده می‌شده‌است که امروزه سبک و معماری آن عوض شده‌است.

## مقبره جهانشاه

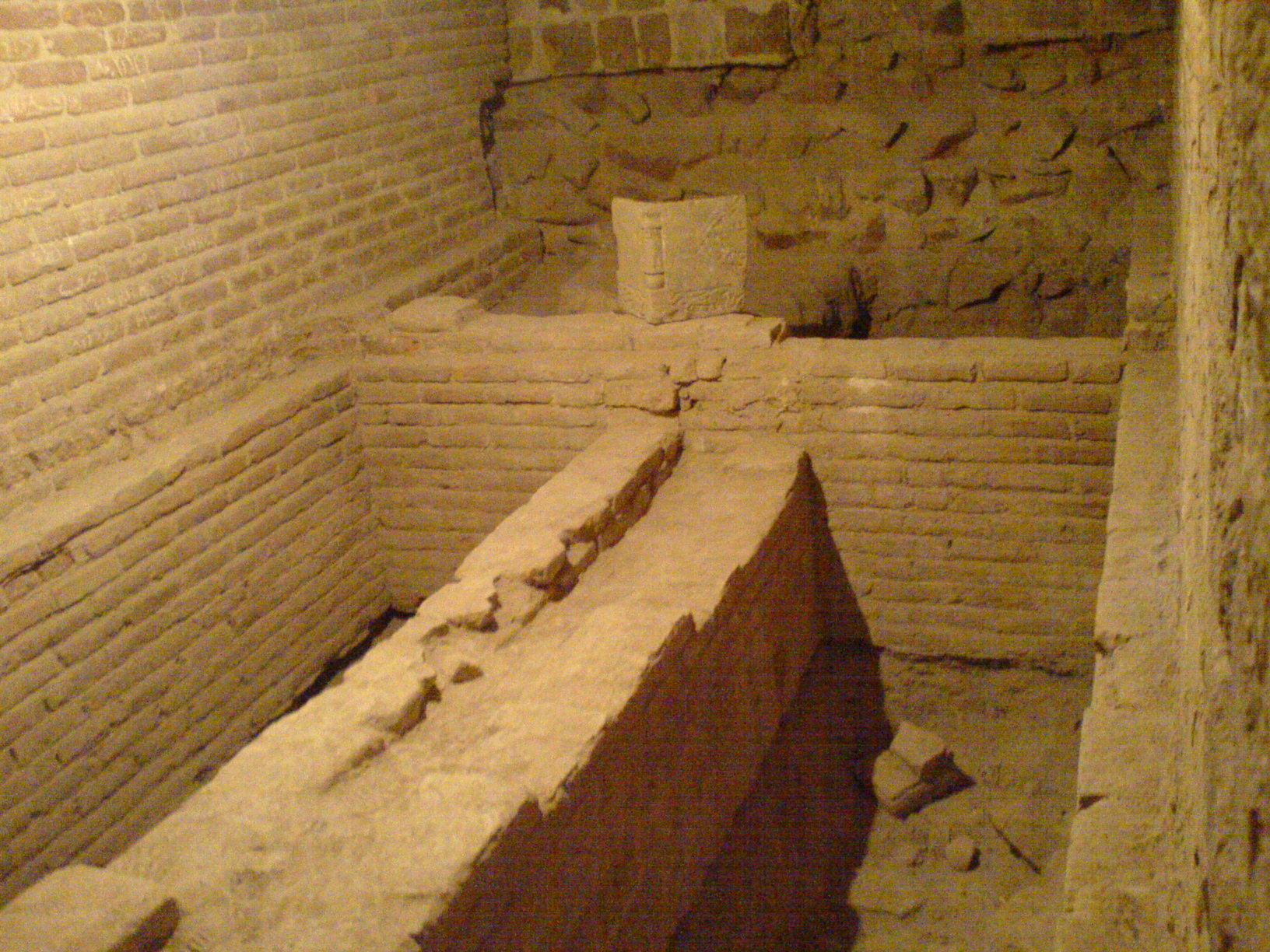
محل دفن جهانشاه و دخترش در جنوب صحن جنوبی که به هنگام بازسازی مسجد هویدا شدند.

در پشت محراب قدیمی، قسمت دیگری از این مسجد شامل اتاقی بزرگ با کفپوش و دیوارهای مرمرین وجود دارد و در انتها به سردابی کوچک ختم می‌شود. در این محل جهانشاه و همسرش خاتون جان بیگم که چند سال بعد از اتمام ساخت مسجد فوت شدند، دفن اند. این بخش، خاکی و خالی است و گفته می‌شود بعد از زمین لرزه تبریز، هر چه در این بخش بوده حتی بخش‌هایی از مرمر تزئینی آن به تاراج رفته‌است.

## نگارخانه

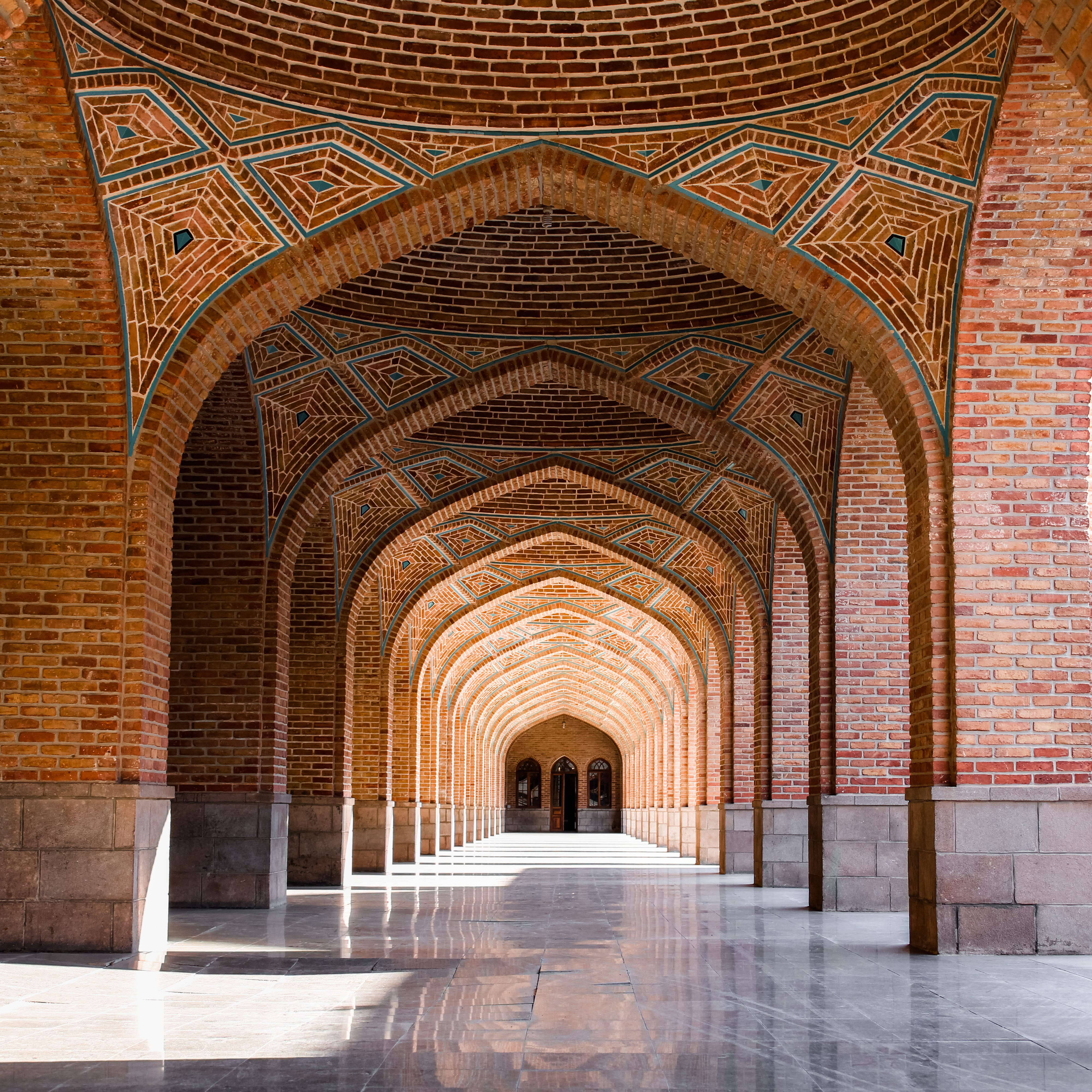
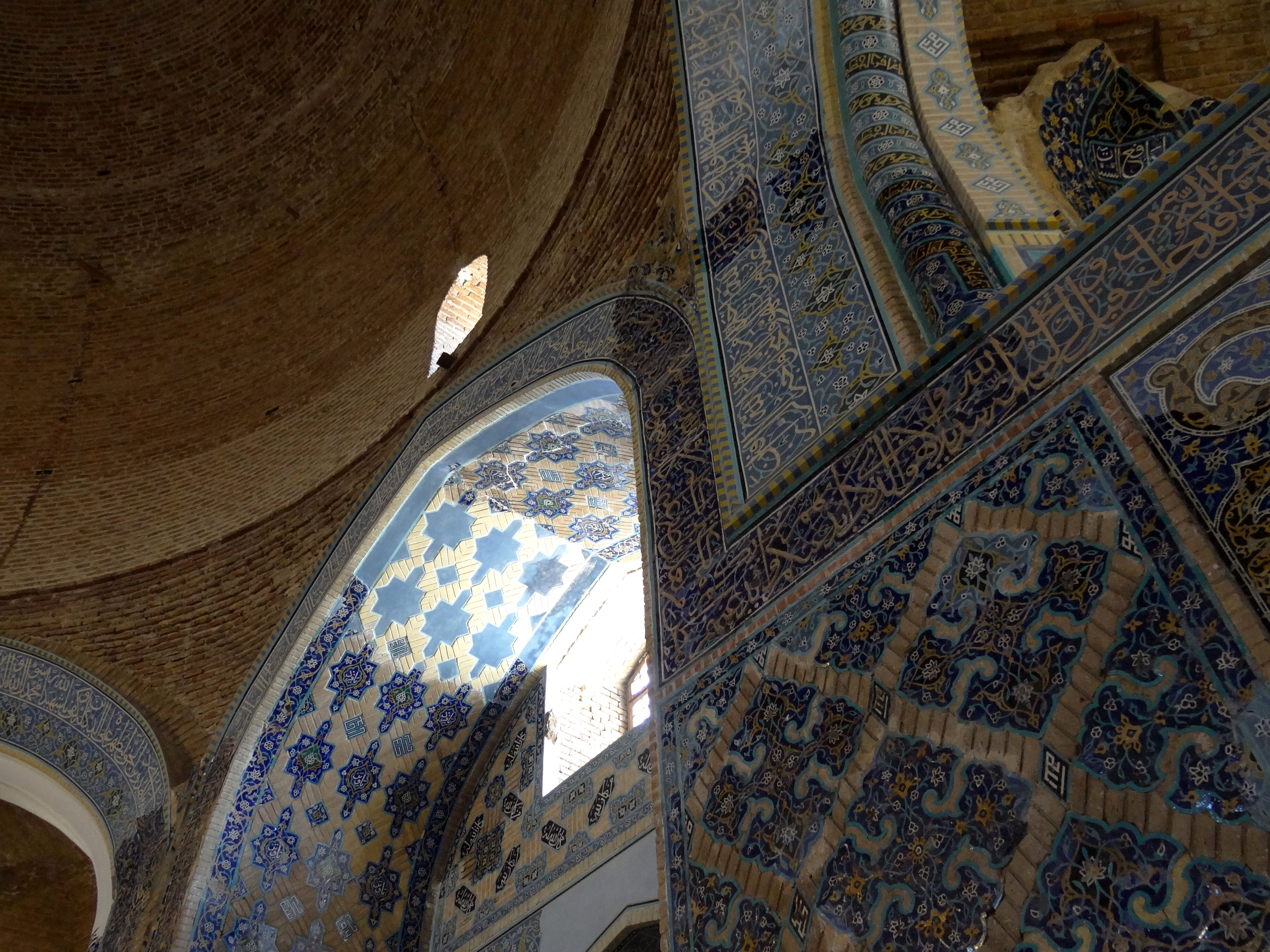
نمایی از داخل مسجد کبود و مقایسه‌ای بین کاشی کاری اصلی و کاشی‌کاری جدید (کمرنگ) در صحن بزرگ
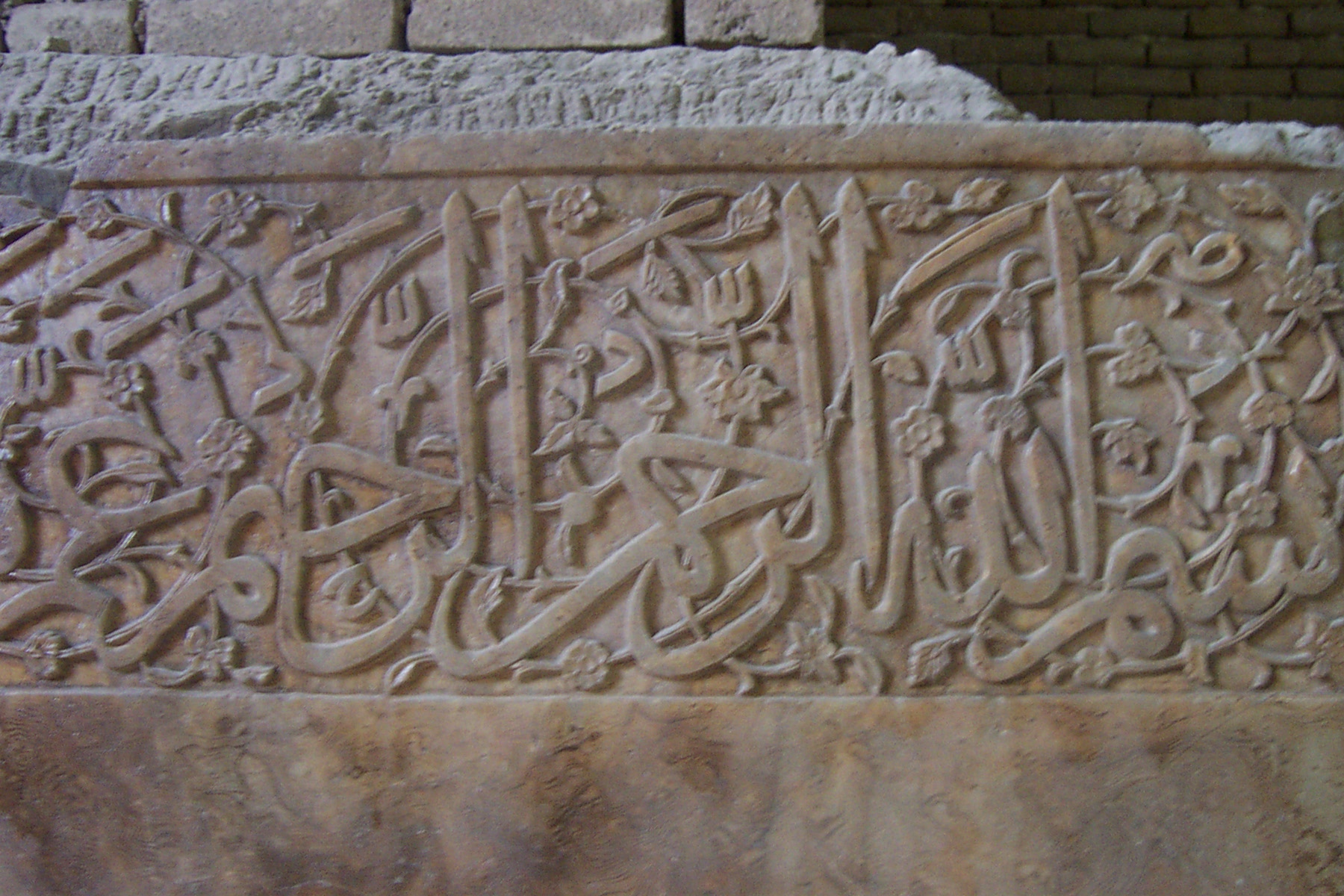
حجاری آیه‌هایی از قرآن بر سنگ‌های مرمر در صحن جنوبی مسجد
تصویری از دیوارهای جنوبی مسجد (گرفته شده از داخل رواق جنوبی)
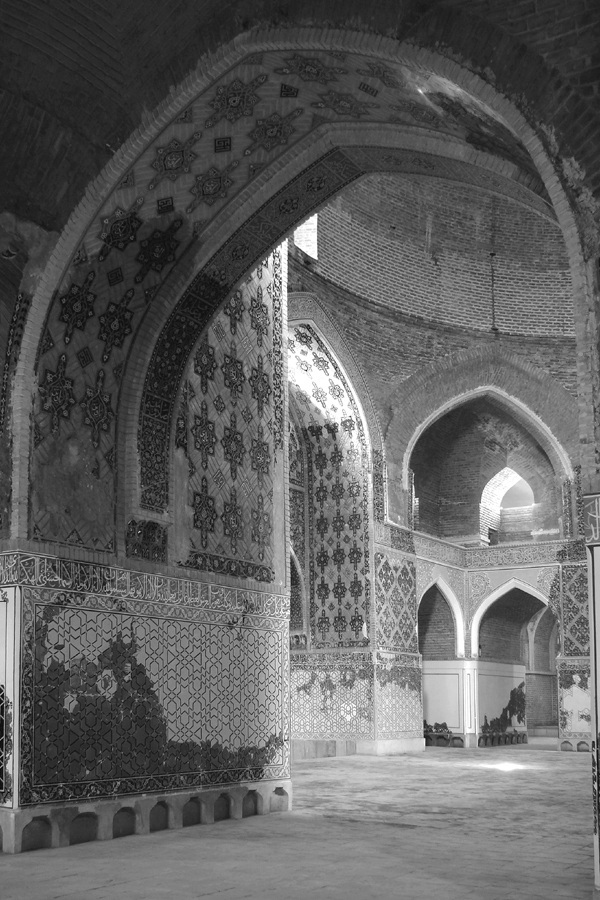
نمایی از صحن بزرگ مسجد
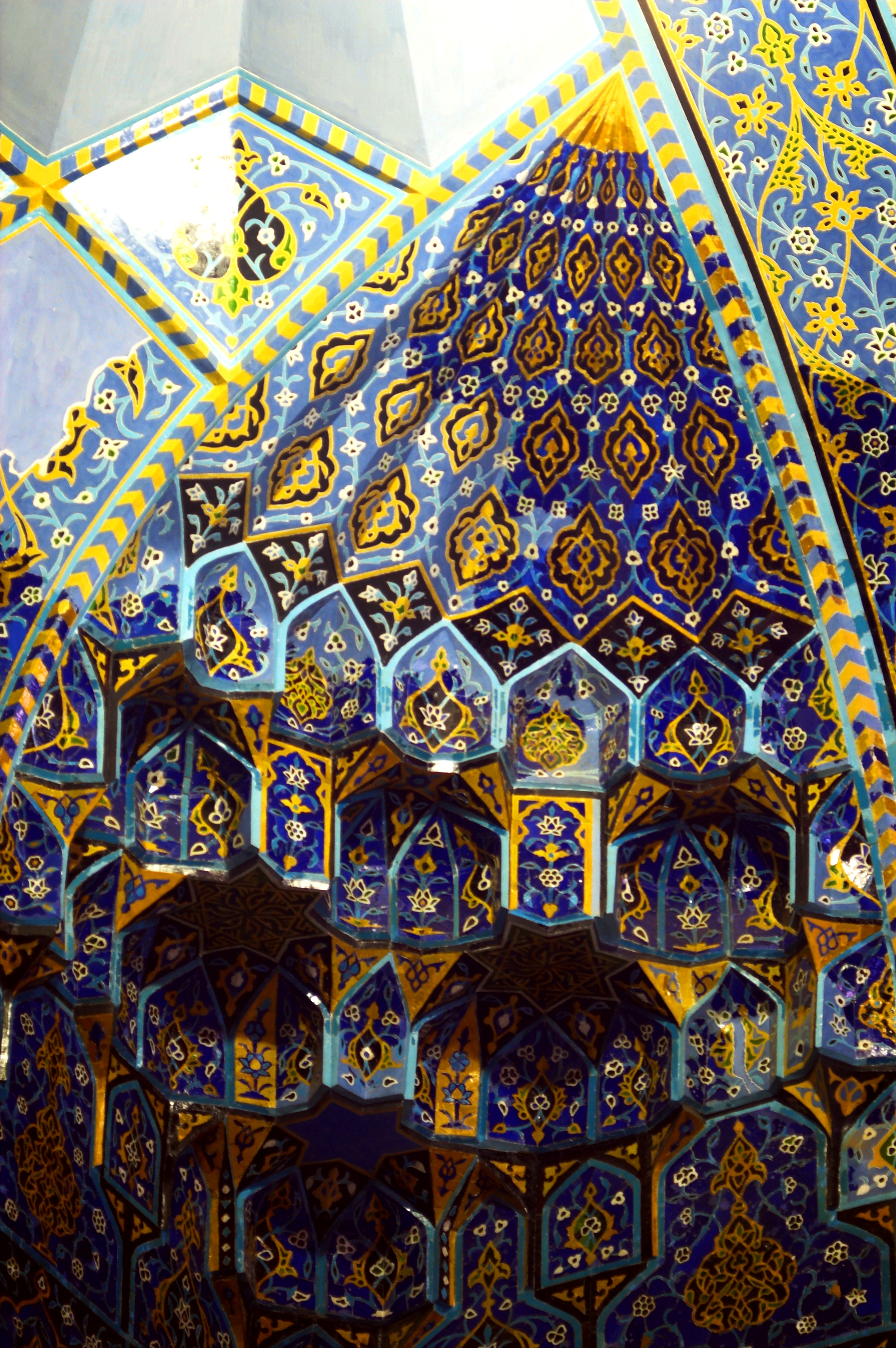
قسمتی از کاشی کاری‌های مسجد
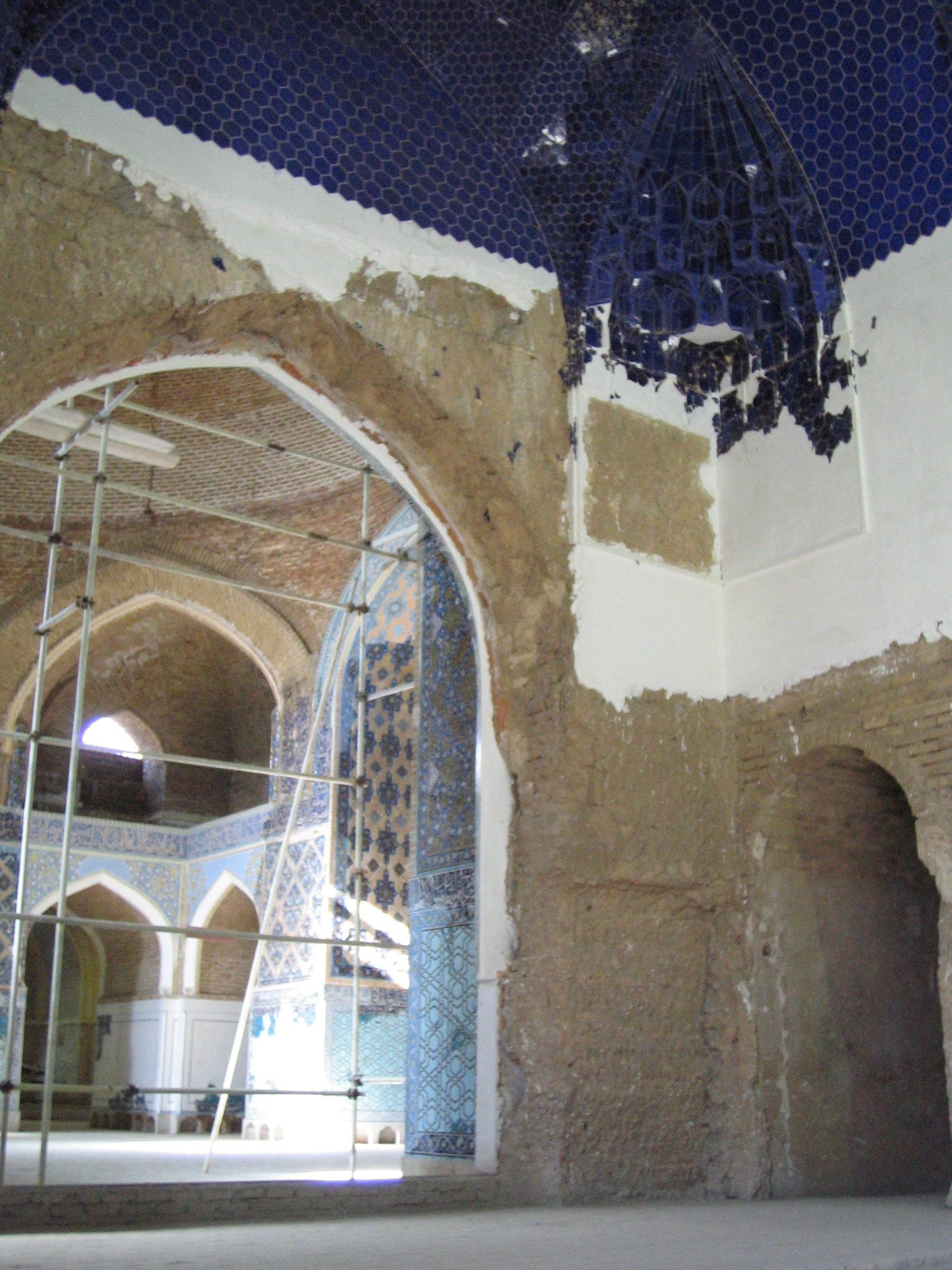
کاشی‌کاری دیوارهای شبستان شمالی مسجد
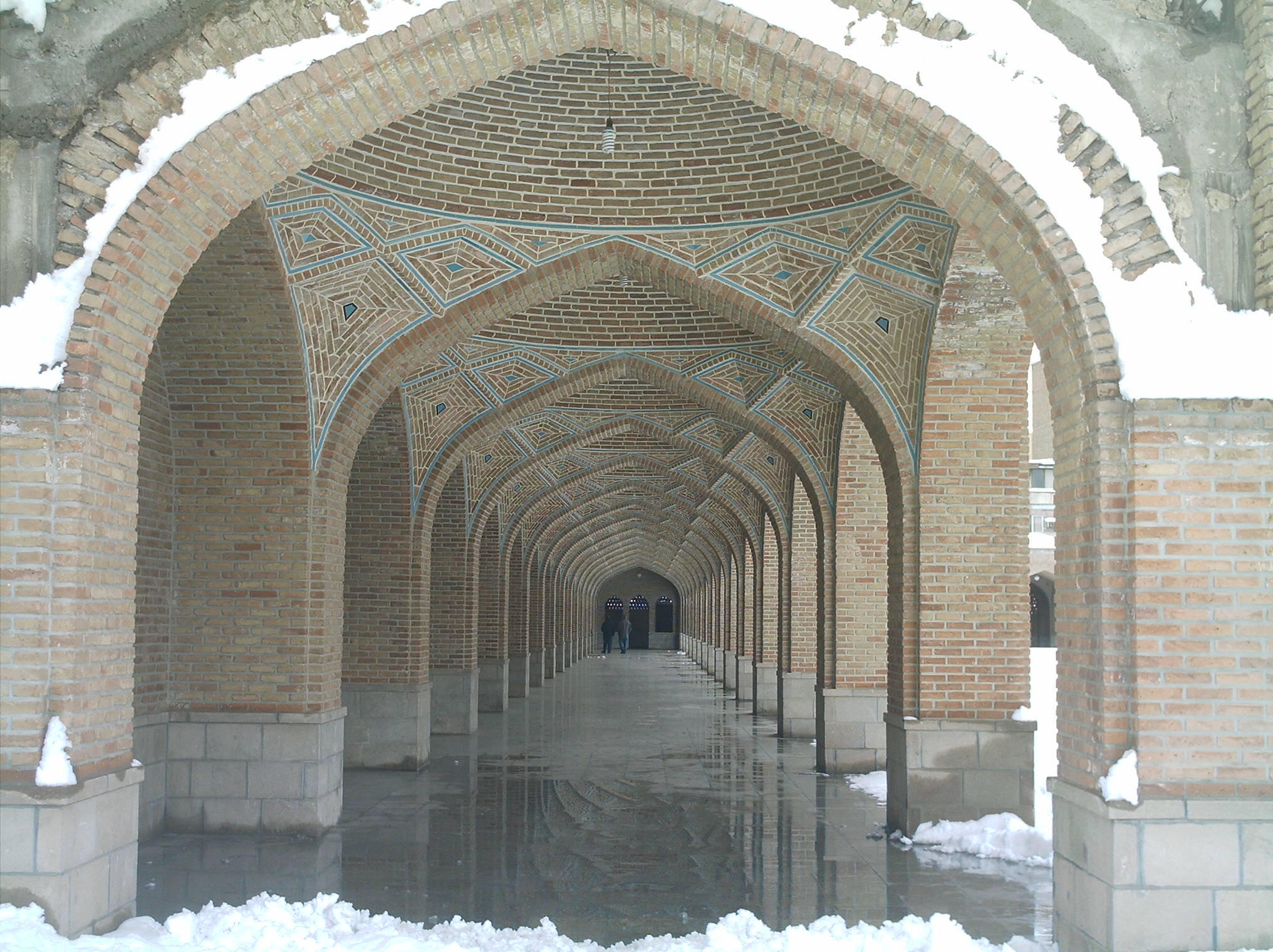
رواق شرقی مسجد
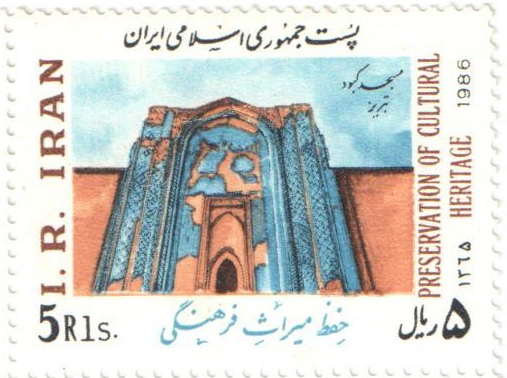
طرحواره‌ای از مسجد کبود تبریز بر روی یک تمبر ۱۹۸۶ ایران
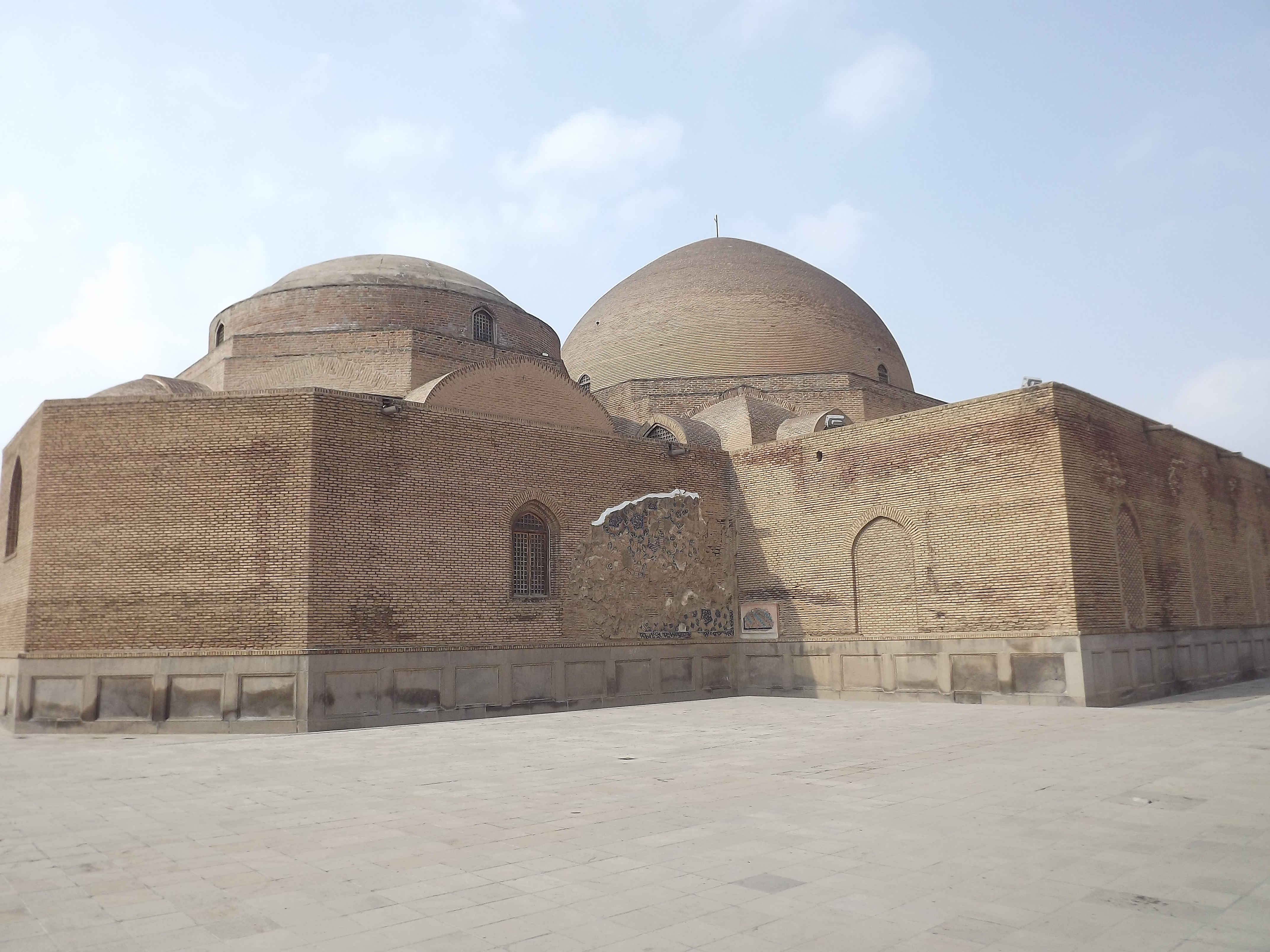
نمای پشت مسجد کبود
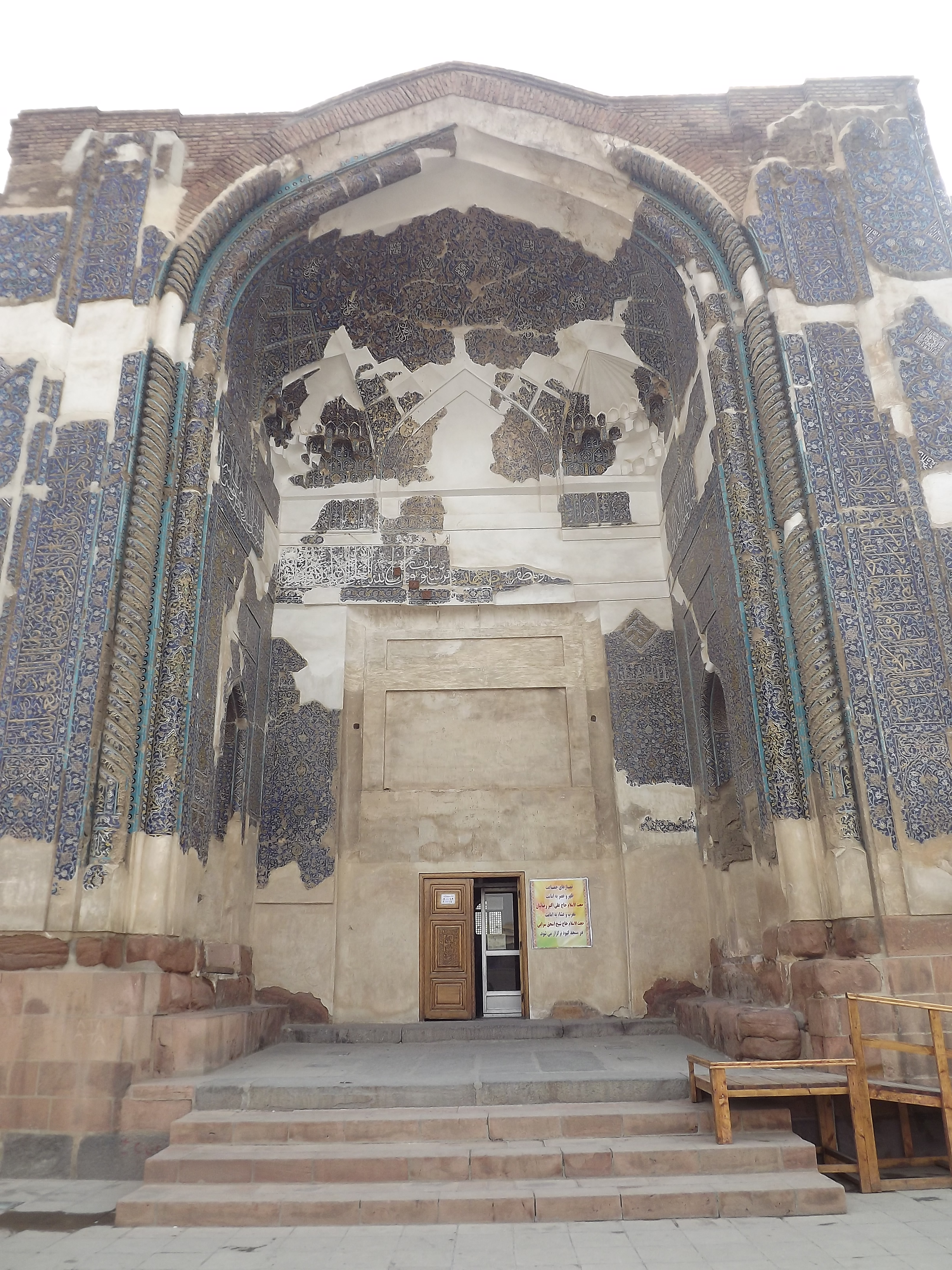
ایوان اصلی مسجد
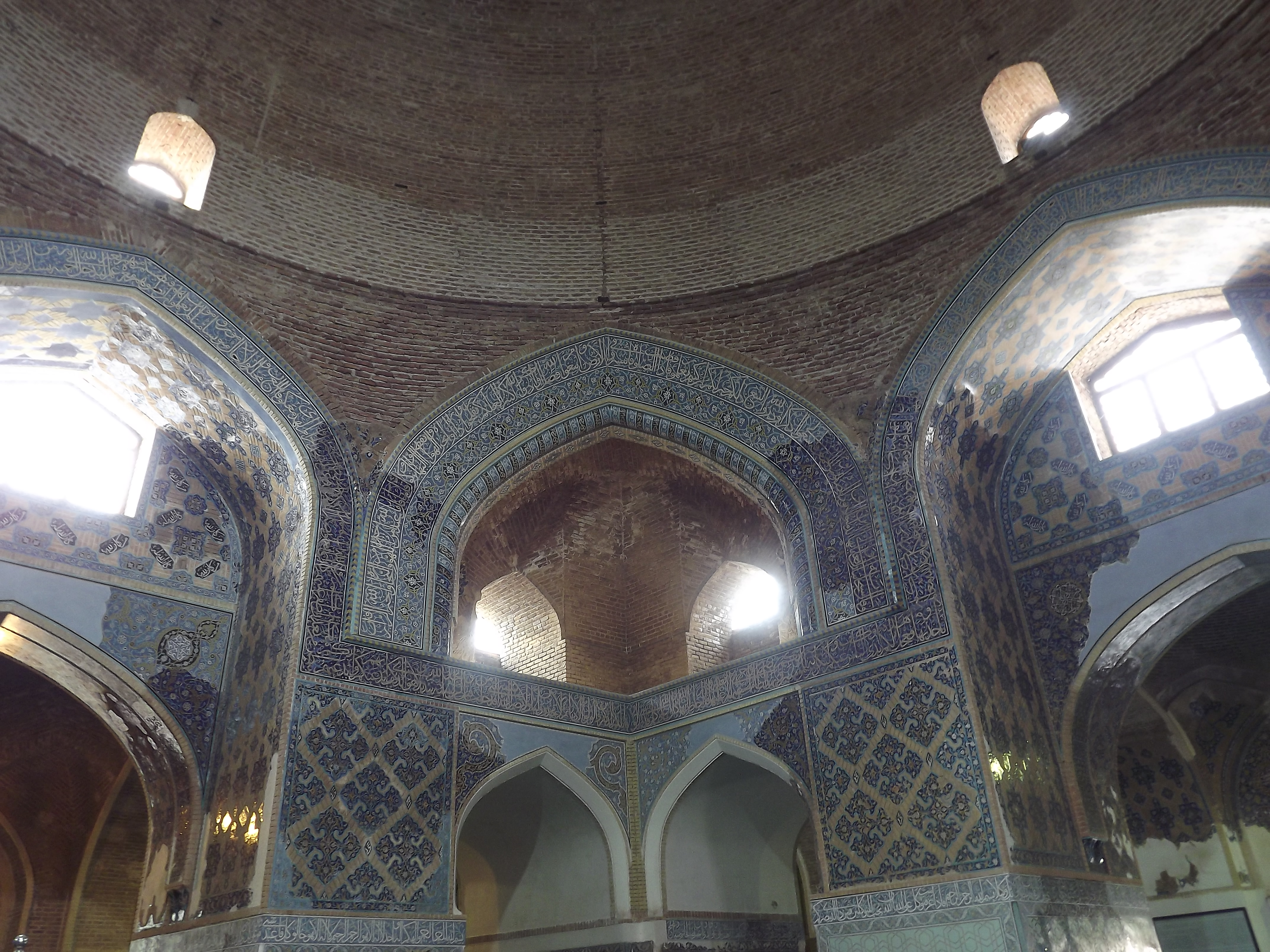
نمای صحن درونی مسجد
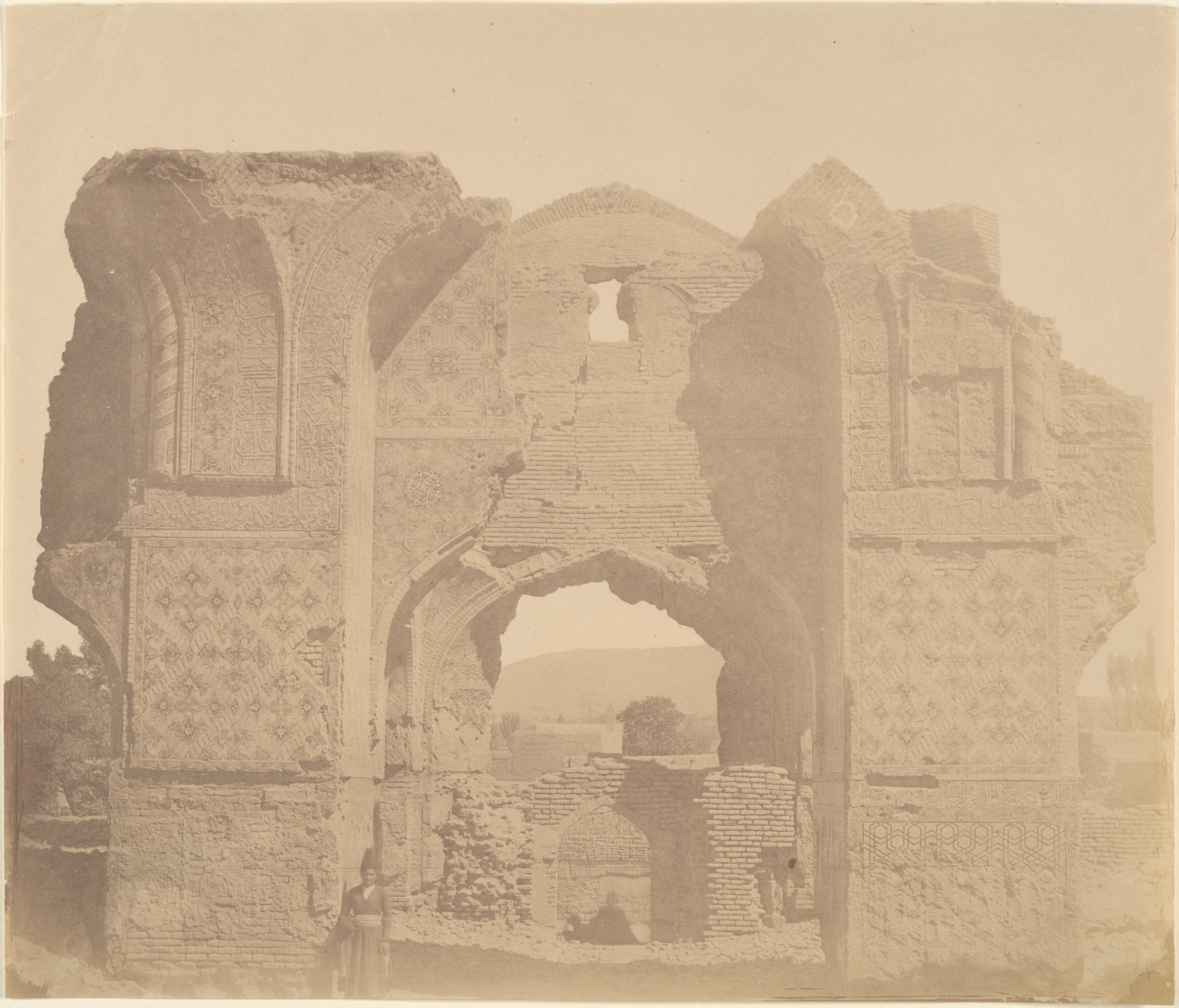
حدود سالهای ۶۰–۱۸۴۰
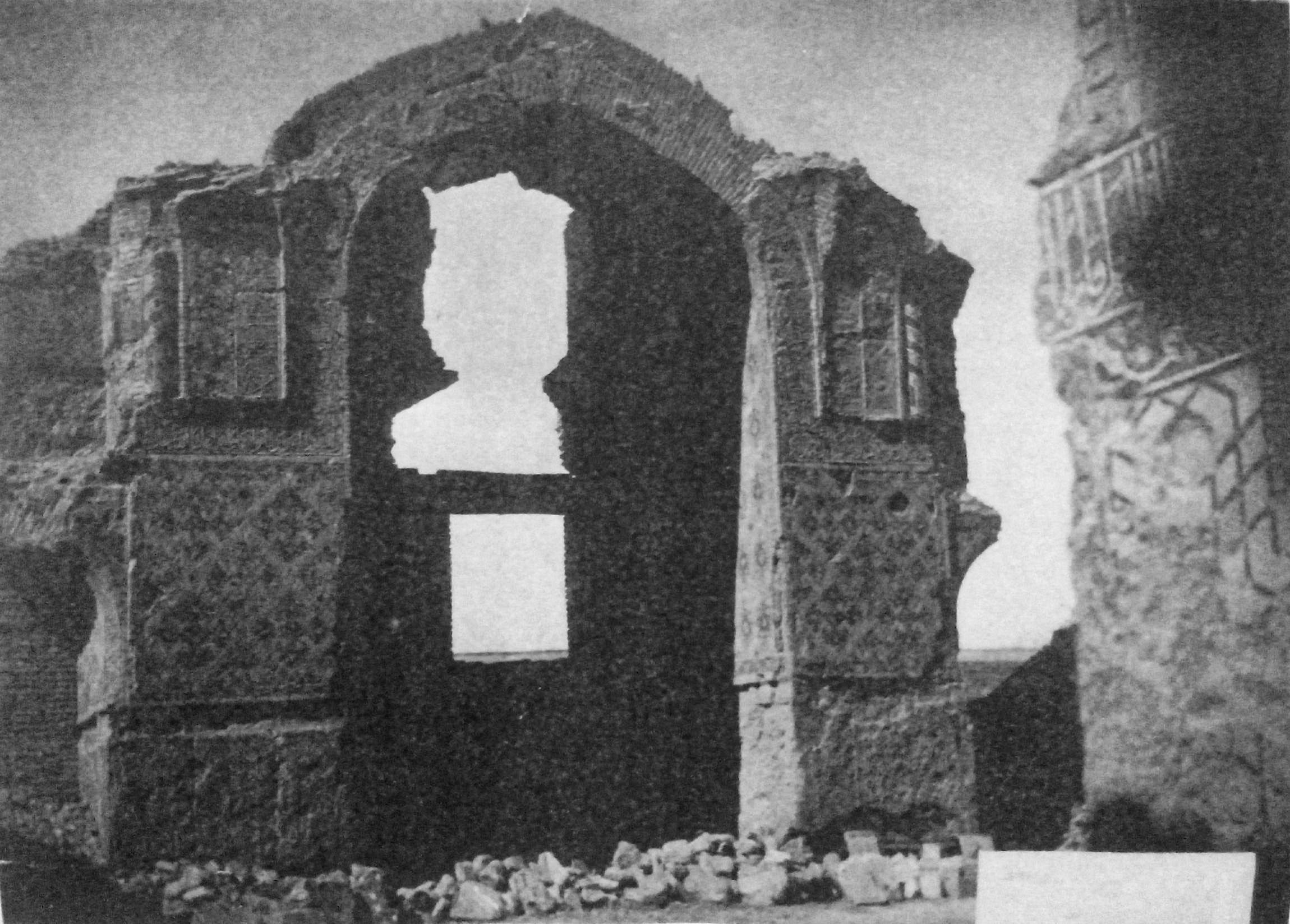
مسجد کبود تبریز، قبل از مرمت سال ۱۳۱۰ خورشیدی
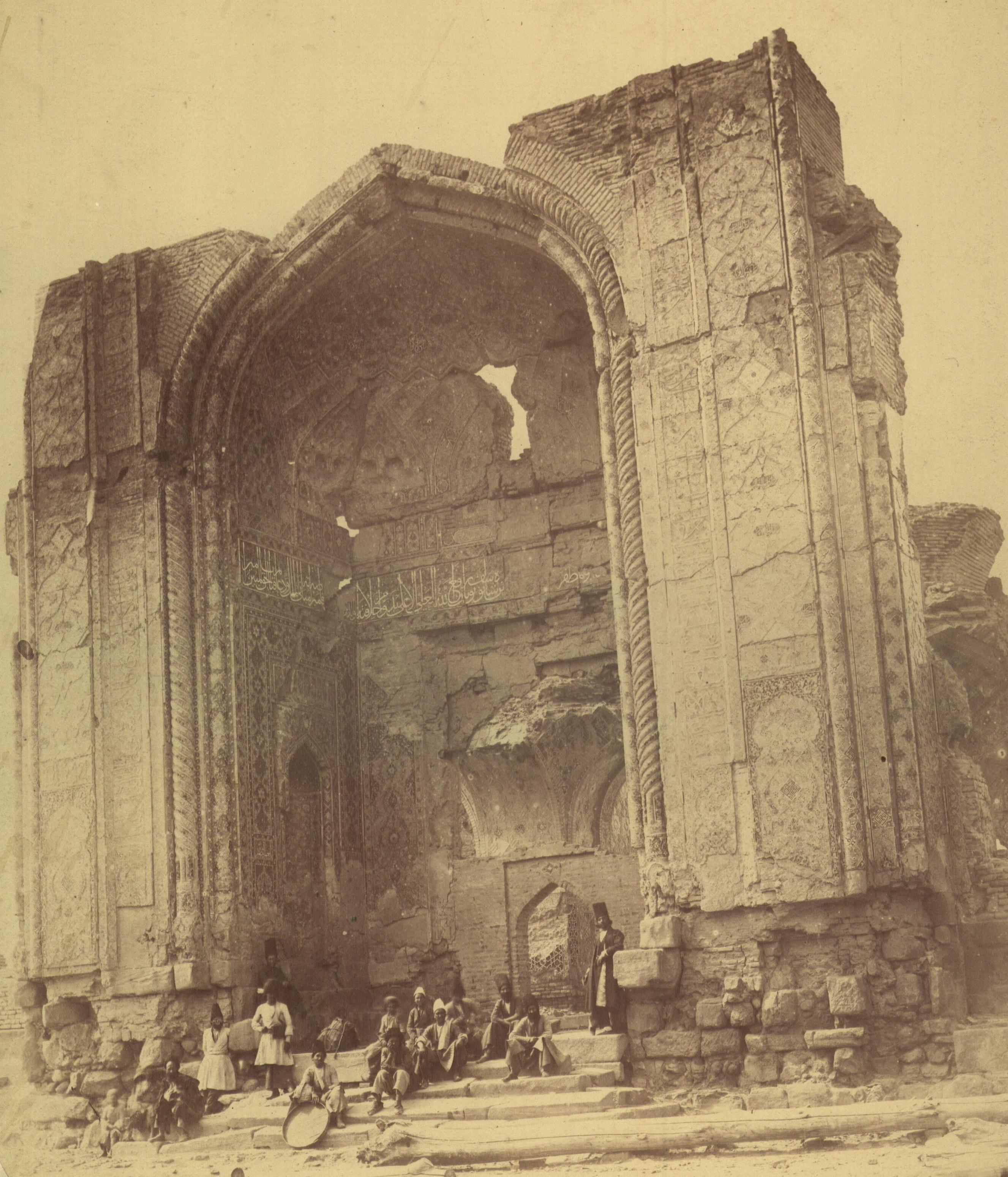
خرابه‌های مسجد کبود در دوره قاجار
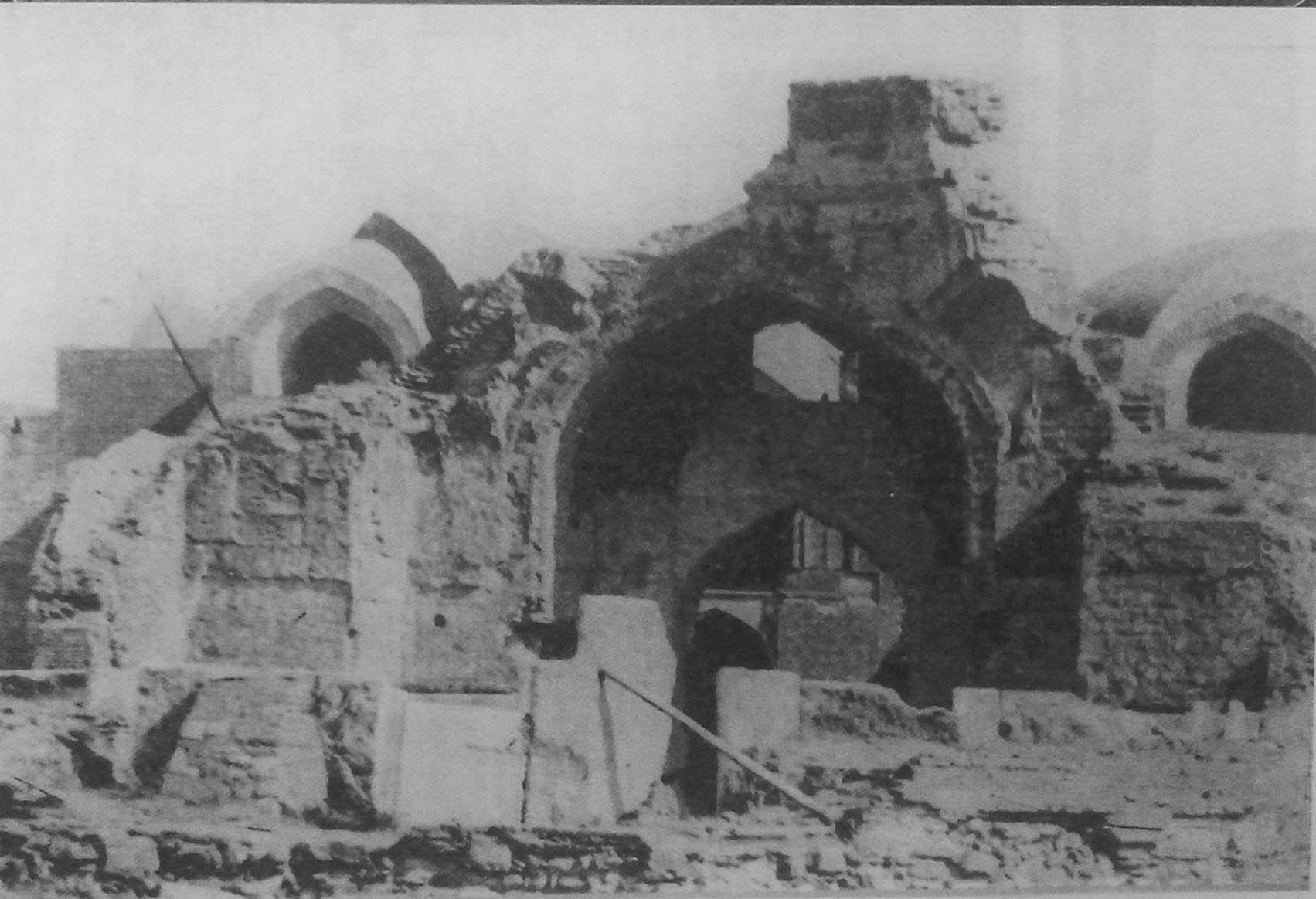
خرابه‌های مسجد کبود، قبل از مرمت
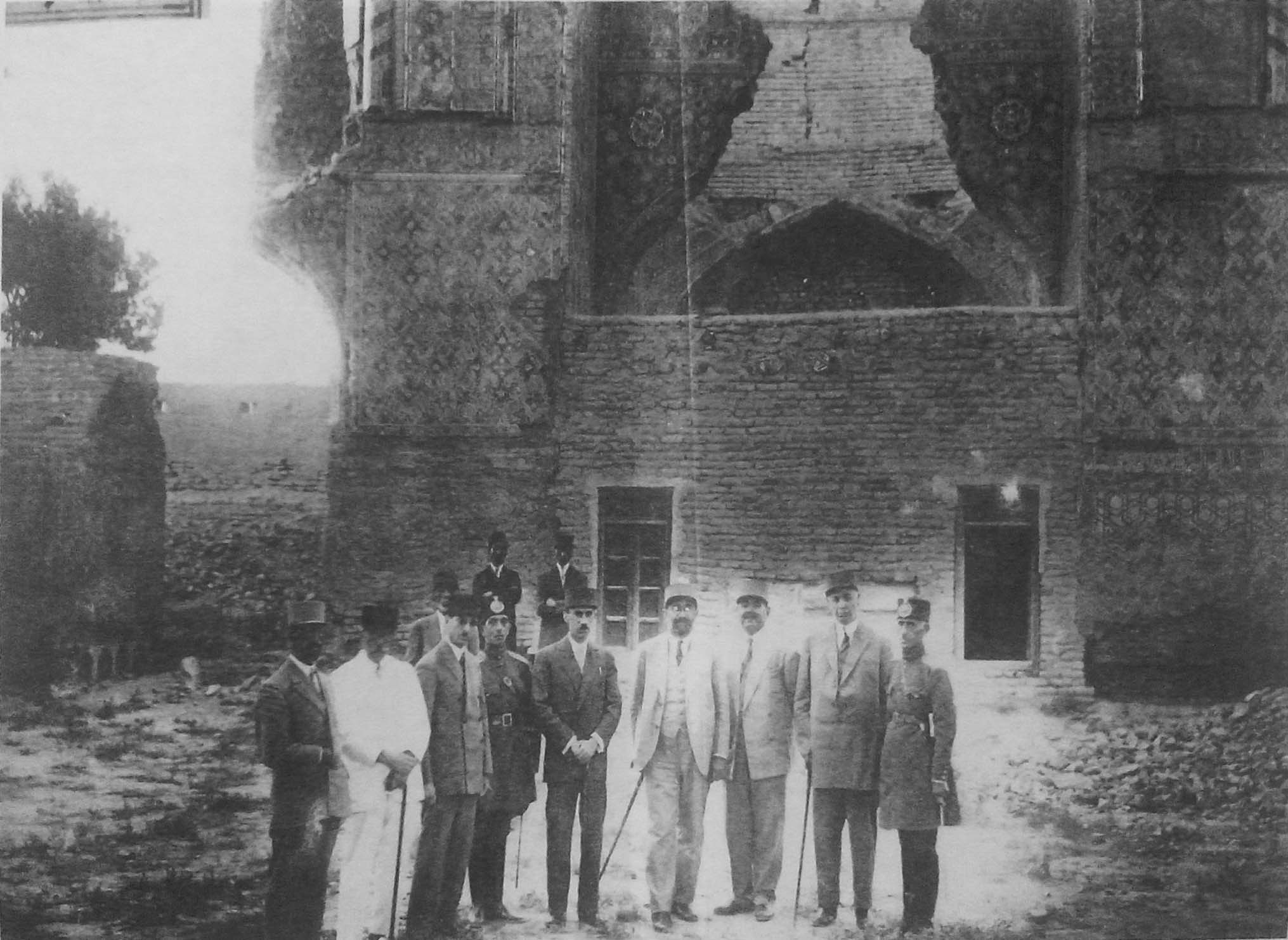
سرهنگ نیساری، محمدعلی تربیت، جم، محمدعلی فروغی با همراهان در حال بازدید از خرابه‌های مسجد کبود
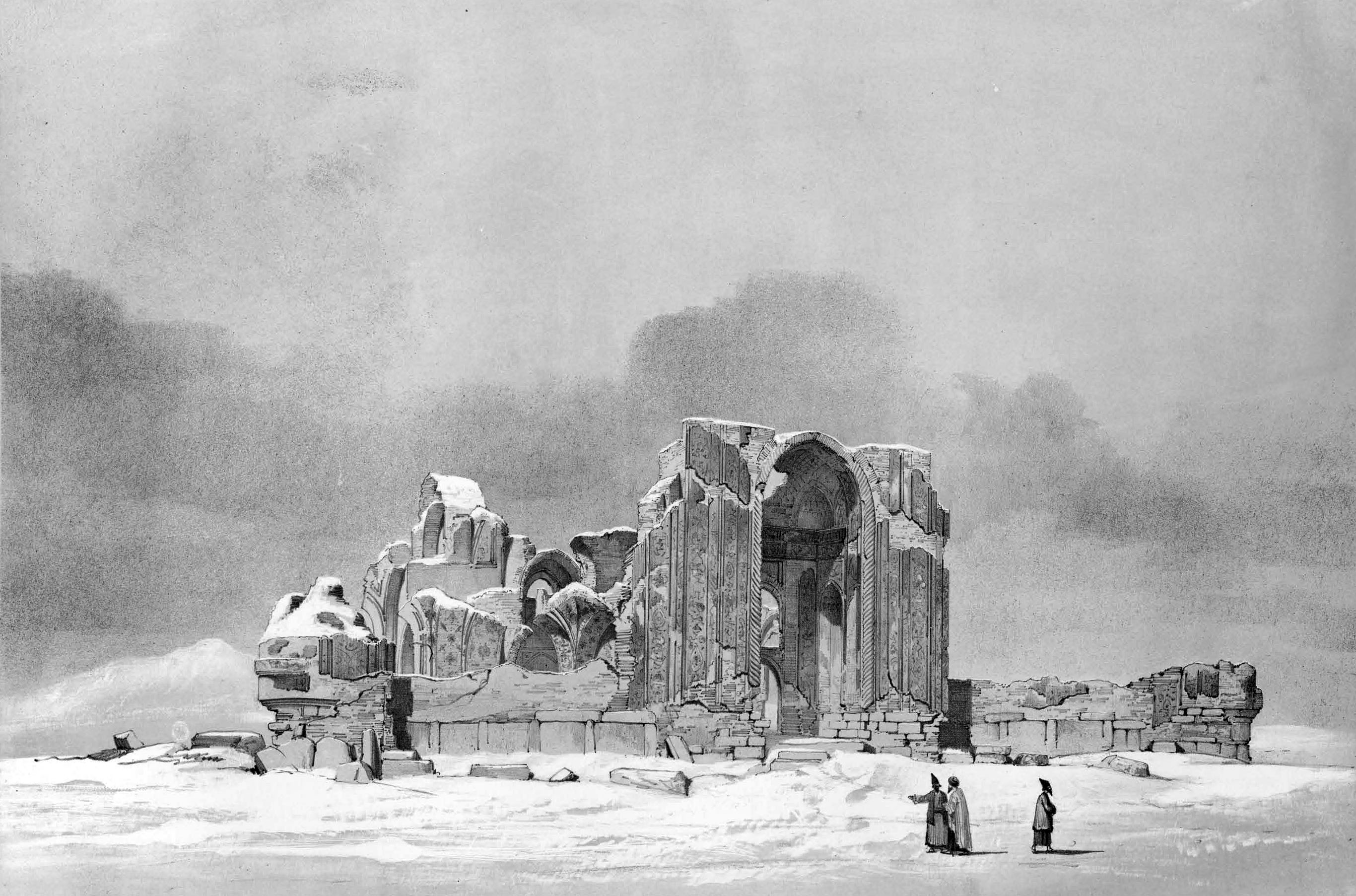
خرابه‌های مسجد کبود در زمان محمدشاه قاجار
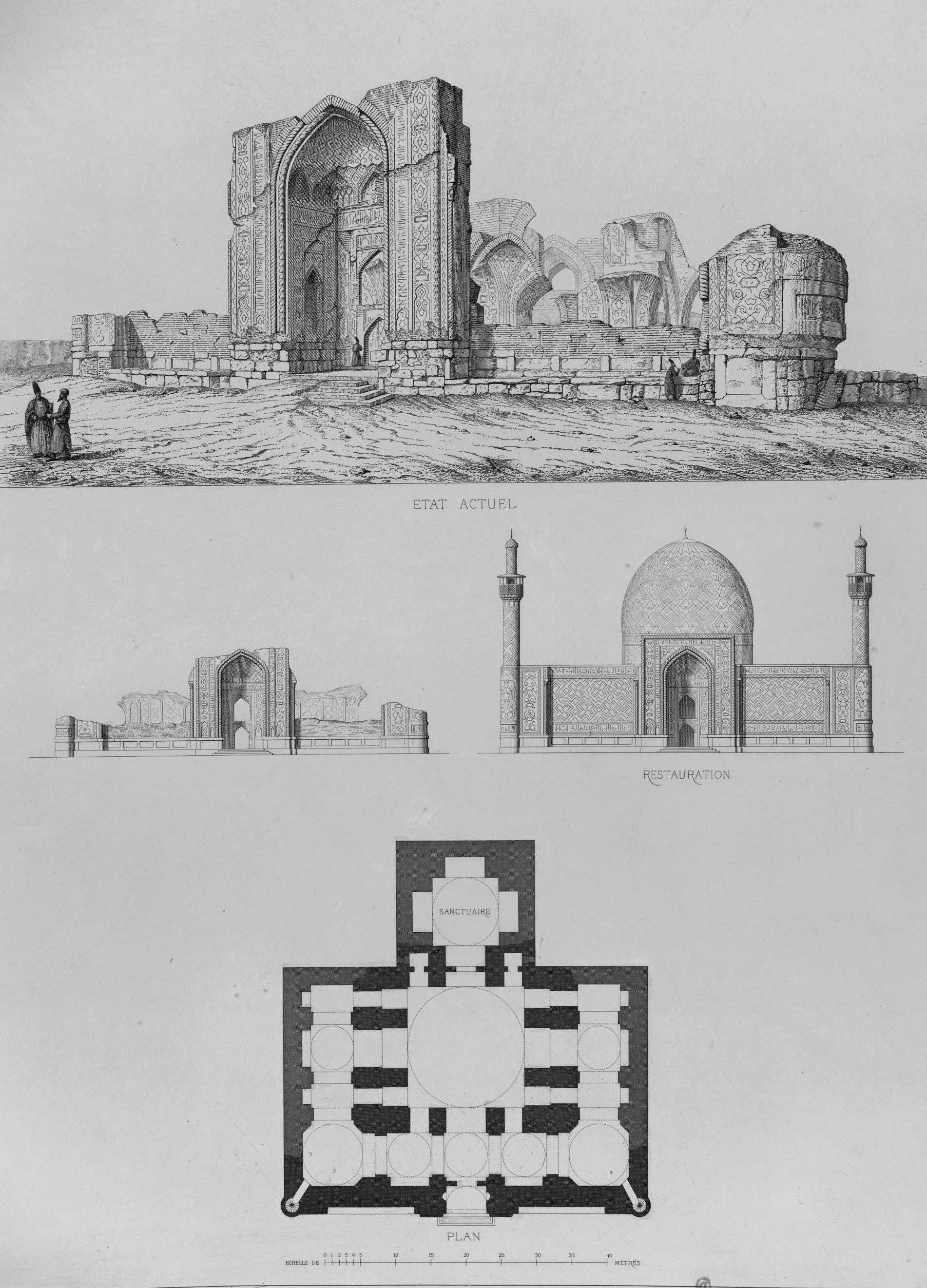
طرحواره از مسجد کبود در سال ۱۲۲۰ شمسی توسط جهانگرد فرانسوی
مسجد آبی ۱۸۷۲ م. اثر جولز لورنس
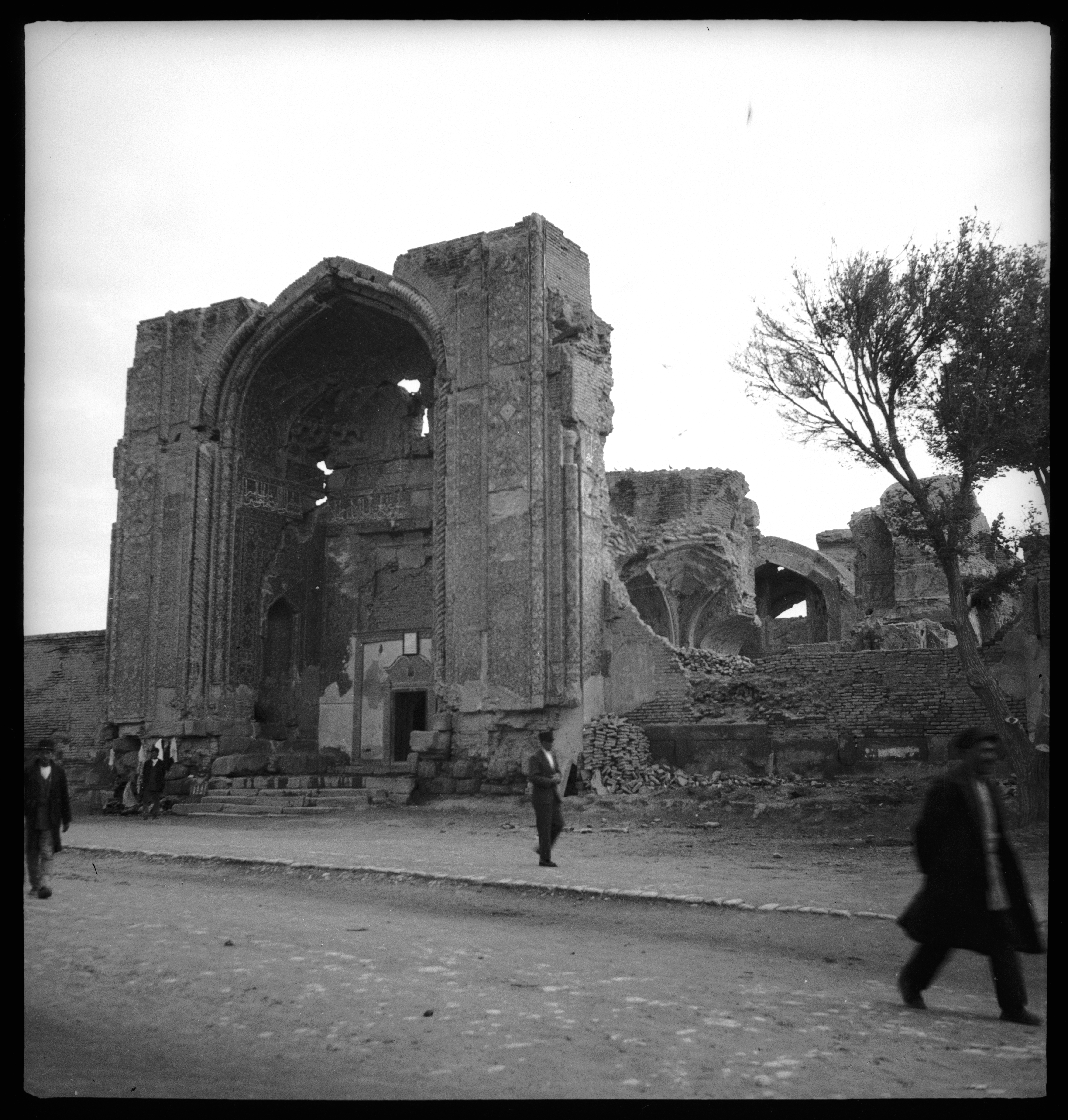
عکس از آنه ماری شوارتسنباخ (۱۹۳۹)
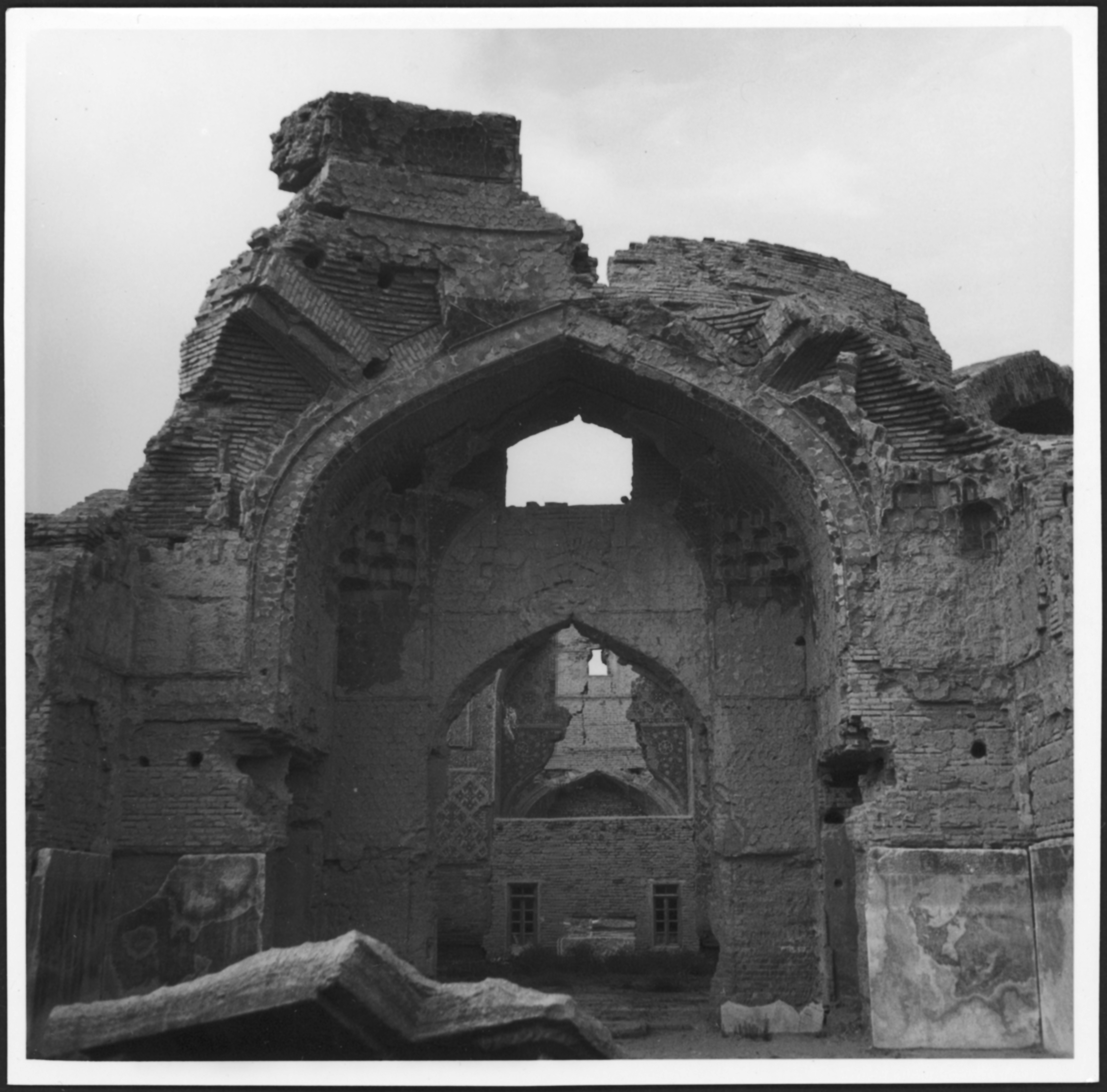
عکس از آنه ماری شوارتسنباخ (۱۹۳۹)